# César Palacios Chocarro
César Palacios Chocarro (Pamplona, 19 d'octubre de 1974) és un futbolista navarrès ja retirat. Va desenvolupar la seva carrera al CA Osasuna i el CD Numancia.